# Lujendra Ojha
Lujendra Ojha (tiếng Nepal: लुजेन्द्र ओझा, sinh năm 1990) là một nhà khoa học hành tinh người Mỹ. Anh, với tư cách là một sinh viên đại học dưới sự chỉ đạo của nhà địa chất học hành tinh Alfred McEwen, đã phát hiện ra bằng chứng thuyết phục rằng nước trên sao Hỏa bao gồm các dòng nước muối lỏng chảy theo luồng, theo mùa, và chảy trên bề mặt hành tinh. Ông hiện là trợ lý giáo sư về khoa học hành tinh tại Đại học Rutgers. Anh cũng từng là thành viên của ban nhạc heavy metal, Gorkha.

## Giải thưởng
- Ghi nhận Đặc biệt - Văn phòng Thống đốc. Douglas A. Ducey (Governor, AZ)
- Quỹ Khoa học Quốc gia (2015) — Giải thưởng Nghiên cứu Xuất sắc
- Viện Mặt Trăng và Hành tinh (2013) — Team-X Merit Award
- Đại học Arizona (2012) — First Place in Physical Science Research. Annual Student Showcase.
- Đại học Arizona (2011) — Giải thưởng Chủ tịch danh dự
- Giải thưởng Thành tựu Nhóm: Nhóm khoa học HiRISE, NASA (2011)[8]